# Cermet
Cermet (složenina z anglických ceramic – keramika a metal – kov) je kompozitní materiál vyrobený spékáním směsi prášků kovů a keramiky.
Je to žárovzdorný materiál. Používá se například pro teplotní čidla. Termín cermet ve stomatologii označuje skloionomerní materiál s přídavkem kovu. Jejich vlastnostmi jsou mechanická odolnost, ale horší estetika. Uplatnění nachází především v pedostomatologii.